# Cveto Sever
Cveto Sever, slovenski lutkar, * 5. julij 1948, Ljubljana, † 10. oktober 2018.
Sever je sprva nastopal v amaterskih gledališčih od 1980 pa se je kot samostojen umetnik posveča lutkovnemu ustvarjanju. Leta 1988 je v Kranju ustanovil Malo lutkovno gledališče. Kot lutkar solist je na gostovanjih po Sloveniji odigral več tisoč lutkovnih predstav in sodeloval tudi na mednarodnih lutkovnih festivalih. 
Za izredne ustvarjalne in poustvarjalne dosežke na lutkovnem področju je prejel Linhartovo plaketo.